# Sterope (nave)
La Sterope fu una carboniera della Marina mercantile italiana, varata nel 1905. Il 7 aprile 1918, mentre rientrava in Italia da Pensacola con un carico di nafta, fu affondata al largo delle isole Azzorre dal sommergibile tedesco U-155 del comandante Erich Eckelmann dopo un lungo combattimento a colpi di cannone.
Circa 74 membri dell'equipaggio della Sterope morirono nell'affondamento; il comandante della nave, capitano di fregata Agostino Scarpato, perito nell'affondamento, fu insignito postumo della Medaglia d'argento al valor militare alla memoria.
Una lapide commemorativa della nave è posta presso la chiesa di San Jacopo in Acquaviva a Livorno.